# Код ангела
Код ангела (яп. ディー・エヌ・エンジェル, D.N.Angel) — манга, придуманная и нарисованная Юкиру Сугисаки. Издаётся в сёдзё-журнале Monthly Asuka с ноября 1997 года. Студиями Dentsu и Xebec манга была адаптирована в 26-серийное аниме, которое транслировалось в Японии по телеканалу TV Tokyo с 3 апреля 2003 года по 25 сентября 2003 года. Позже по мотивам аниме была создана игра для приставки PlayStation 2 и серии Drama CD.

## Сюжет
Сюжет повествует о приключениях подростка Дайсукэ Нива. В начале манги, в свой четырнадцатый день рождения Дайсукэ признаётся в любви к девушке по имени Риса Харада. Она отказывает ему, и в тот же день, с разбитым сердцем Дайсукэ претерпевает странную мутацию, которая превращает его в другого человека. Его мать Эмико говорит, что из-за странного наследственного заболевания, все мужчины в семье Дайсукэ получают сущность Дарка, известного вора-призрака. Превращение происходит каждый раз, когда у Дайсукэ романтическое настроение или всякий раз, когда он слишком много думает о девушке. Обратное превращение происходит таким же образом. Дайсукэ вынужден держать в тайне своё альтер эго, даже скрываясь от начальника полиции. Дарк проникается романтическими чувствами к Рисе, сестре-близнецу Рику, а также постоянно пытается взять контроль над телом Дайсукэ, когда представится такая возможность. Дайсукэ узнаёт, что для того, чтобы вернуться к нормальной жизни, он должен вернуть свою безответную любовь. Начальником полиции является одноклассник Дайсукэ по имени Сатоси Хиватари. Он тоже страдает от проклятия вора-призрака, поэтому между Хиватари и Дайсукэ появляется особая связь. Альтер эго Хиватари  зовут Крад. И хотя Дарк и Крад ненавидят друг друга, Хиватари и Дайсукэ дружат между собой. Дарк крадёт ценные произведения искусства, созданные предками Сатоси и обладающие опасными магическими свойствами. Некоторые из них, такие как «Минутная стрелка» и «Вечный спутник» фактически являются личностями. Некоторые из украденных объектов довольно опасны. Перед тем, как украсть какой-либо предмет, Дарк узнаёт о нём от Эмико.

## Персонажи
Дайсукэ Нива — главный герой. Состоит в клане Нива. Застенчивый, скромный и неуклюжий, но также добрый и ответственный. Когда ему исполнилось 14 лет, он получил способность превращаться в Дарка. Чтобы превратиться в Дарка, у Дайсукэ должно быть романтическое настроение (по такому же принципу Дарк превращается обратно в Дайсукэ). Он влюблён в Рису Хараду, но она относится к нему, только как к лучшему другу. После 14 серии он охладел к Рисе, и в 18 серии признается в любви Рику, сестре Рисы. Позже Рику становится его девушкой. Единственный из семьи Нива, кто пробовал рисовать, и это у него хорошо получается.
Дарк — призрачный вор. Дарк представляет собой падшего ангела с благородным сердцем. Альтер эго Дайсукэ Нивы, бывший ранее альтер эго дедушки Дайсукэ. Его цель — похищать проклятые произведения искусства клана Хикари. Любит Рису Хараду (так как видит в ней образ её бабушки), но позже оставляет её. Любит подкалывать Дайсукэ, но несколько раз спасал его, и с течением времени они ладят всё лучше. Его заклятый враг — Крад. Погибает в последней серии.
Риса Харада — добрая, наивная и немного глупая девушка. Шатенка с длинными волосами. Сестра-близнец Рику. Объект симпатии Дайсукэ. Считает Дайсукэ своим другом. Влюбляется в Дарка с первого взгляда и даже не знает, что Дарк и Дайсукэ — одно лицо. Когда Дарк её оставил, она всё-таки обращает внимание на Дайсукэ, но уже поздно. Умеет гадать на картах таро, её предсказания всегда сбываются.
Рику Харада — сестра-близнец Рисы. Рыжая девушка с короткими волосами. Любит спорт. Немного грубоватая, но добрая. Недолюбливает Дарка и считает его подлецом. Когда Дарк случайно поцеловал Рику, он на секунду превратился в Дайсукэ. Рику не обращала раньше на Дайсукэ внимания, но позже влюбилась в него и стала его девушкой.
Эмико Нива — мама Дайсукэ и Дарка. Даёт им обоим поручения относительно краж.
Коско Нива — папа Дайсукэ и Дарка. Долго путешествовал в поисках проклятых произведений, но потом вернулся домой. Такой же, как и сын, рассеянный, застенчивый и скромный. Используя подаренный им рутил, помогал Дайсуке отражать атаки.
Дедушка Нива — дедушка Дайсукэ, 40 лет назад бывший носителем Дарка. Знает о многих произведениях искусств Хикари.
Сатоси Хиватари — друг Дайсукэ, но из-за Крада держится от него на расстоянии. Знает тайну Дайсукэ, также как Дайсукэ знает тайну Сатоси. Является потомком клана Хикари (поэтому способен скопировать картину лишь раз увидев оригинал). Начальник полиции, но хотел бы прожить жизнь обычного школьника.
Крад — альтер эго Сатоси, заклятый враг Дарка. Крад представляет собой ангела с белыми крыльями. Погибает в последней серии.
Бабушка Рику  — бабушка Рисы и Рику Харады. Единственная любовь Дарка, тоже очень любила его. Была настоящей леди, внешне похожа на Рису. Подарила Рисе плюшевого зайца, а Рику — медведя.
Виз  — питомец семьи Нива и Дарка, белый вислоухий кролик. Превращается в чёрные крылья и может принять облик Дарка или Дайсукэ. Любит клубнику.
Това  — волшебный предмет под названием «Вечный спутник». Сначала была в обличии статуэтки ворона, и её похищал Дарк. Её «истинный» облик — юная девушка с серыми короткими волосами и аквамариновыми глазами. Когда волнуется, то превращается в маленькую розовую голубку. Остаётся с семьёй Дайсукэ. Способна найти практически любой предмет. Очень жизнерадостна, дружелюбна и трудолюбива. Ей 98 лет, что, по её меркам, очень молодо.
Саэхара — одноклассник Дайсукэ, Рисы, Рику и Сатоси. Сын детектива полиции. Сам является корреспондентом и делает репортажи про Дарка, также делает фотографии своих одноклассников.
Судзаки  — журналистка и ведущая новостей. Ведёт репортажи с места краж. Занимается собственными исследованиями.

## Медия

### Манга
Придуманная и нарисованная мангакой Юкиру Сугисаки, манга D.N.Angel дебютировала в Японии в ноябре 1997 года в журнале Monthly Asuka издательства Kadokawa Shoten. Каждая новая глава выпускалась ежемесячно, но после августа 2005 года выпуск был прекращён. Начиная с апреля 2008 года в журнале Monthly Asuka продолжился выпуск новых глав. Отдельные главы собираются и публикуются в танкобонах компании Kadokawa Shoten. Первый том был выпущен 13 ноября 1997 года; по состоянию на сентябрь 2010 год было выпущено 15 томов. Последние три тома вышли с перерывом в 8 лет только в электронном виде.
Tokyopop лицензировала мангу для релиза на английском языке в Северной Америке и Великобритании, первый том был выпущен 6 апреля 2004 года. 8 ноября 2005 года Tokyopop выпустила бокс-сет, содержащий два первых тома. 8 декабря 2009 года были переведены и выпущены 13 томов. Позднее Tokyopop объявила, что её североамериканское подразделение будет закрыто 31 мая 2011 года, оставив вопрос о судьбе локализации манги открытым.
| № | в Японии           | в Японии               | в Северной Америке | в Северной Америке     |
| № | Дата публикации    | ISBN                   | Дата публикации    | ISBN                   |
| --- | ------------------ | ---------------------- | ------------------ | ---------------------- |
| 1 | 13 ноября 1997     | ISBN 978-4-04-924701-5 | 6 апреля 2004      | ISBN 978-1-59182-799-3 |
| - 1: «Предупреждение скорби (и Романтики)» - 2: «Предупреждение о Новом уровне (и Призрак)» - 3: «Второе предупреждение (Падший ангел)» - «N для Нисики» - «Послесловие» |                    |                        |                    |                        |
| 2 | 14 декабря 1998    | ISBN 978-4-04-924761-9 | 8 июня 2004        | ISBN 978-1-59182-800-6 |
| - 4: «Предупреждение о Дарке (и его ДНК)» - 5: «Предупреждение о Риса» - 6: «Предупреждение о Большом Гэмбле (и небоскреб)» - «Бонусная история: Демон Возвращается» |                    |                        |                    |                        |
| 3 | 19 августа 1999    | ISBN 978-4-04-924789-3 | 3 августа 2004     | ISBN 978-1-59182-801-3 |
| - «D.N.Angel символ руководства» - 7: «Предупреждение в День Святого Уайта (2 части)» - 8: «Предупреждение о крыльях» - 9: «Предупреждение о маске» - «Одна ночь магии #1» - «Одна ночь магии #2» - «Одна ночь магии #3» - «Одна ночь магии #4» - «Результаты конкурса популярности!» |                    |                        |                    |                        |
| 4 | 17 июля 2000       | ISBN 978-4-04-924827-2 | 5 октября 2005     | ISBN 978-1-59182-802-0 |
| - Бонусная глава: «Послание из хрусталя» - «Сцена 2 Акт 1» - «Сцена 2 Акт 2» - Бонусная глава: «Предупреждение о Улыбка» - «Система безопасности в доме Канно» - «Одна ночь магии #5» - «Одна ночь магии #6» - «Одна ночь магии #7» - «Одна ночь магии #4!»                           |                    |                        |                    |                        |
| 5 | 17 февраля 2001    | ISBN 978-4-04-924851-7 | 7 декабря 2004     | ISBN 978-1-59182-803-7 |
| - «Сцена 2, Акт 3» - «Сцена 2, Акт 4» - «Сцена 2, Акт 5» - «Сцена 2, Акт 6» - «Сцена 2, Акт 7» - «Сцена 2, Акт 8» |                    |                        |                    |                        |
| 6 | 17 января 2002     | ISBN 978-4-04-924887-6 | 8 февраля 2005     | ISBN 978-1-59182-955-3 |
| - «Сцена 2, Акт 9» - «Сцена 2, Акт 10» - «Сцена 2, Акт 11» - «Специальная бонусная глава: Рику и Риса» - «Секундная стрелка времени, Часть 1» - «Секундная стрелка времени, Часть 2»                                                                                                  |                    |                        |                    |                        |
| 7 | 17 октября 2002    | ISBN 978-4-04-924917-0 | 12 апреля 2005     | ISBN 978-1-59182-956-0 |
| - «Секундная стрелка времени, Часть 3» - «Секундная стрелка времени, Часть 4» - «Секундная стрелка времени, Часть 5» - «Секундная стрелка времени, Часть 6» - «Мальчики и девочки мини-манга» - «Одна ночь магии Фан-арт галерея» - «DNAngel Иллюстрационная галерея»                 |                    |                        |                    |                        |
| 8 | 17 марта 2003      | ISBN 978-4-04-924940-8 | 7 июня 2005        | ISBN 978-1-59182-957-7 |
| - «Секундная стрелка времени, Часть 7» - «Секундная стрелка времени, Часть 8» - «Секундная стрелка времени, Часть 9» - «Секундная стрелка времени, Часть 10» |                    |                        |                    |                        |
| 9 | 17 июля 2003       | ISBN 978-4-04-924945-3 | 13 сентября 2005   | ISBN 978-1-59532-794-9 |
| - «Секундная стрелка времени, Часть 11» - «Сцена 3, Акт 1» - «Сцена 3, Акт 2» - «Сцена 3, Акт 3» - «Сцена 3, Акт 4» |                    |                        |                    |                        |
| 10 | 17 февраля 2004    | ISBN 978-4-04-924962-0 | 13 декабря 2005    | ISBN 978-1-59532-795-6 |
| - «Сцена 3, Акт 5» - «Сцена 3, Акт 6» - «Сцена 3, Акт 7» - «Сцена 3, Акт 8» - «Сцена 3, Акт 9» - «Сцена 3, Акт 10» - «Сцена 3, Акт 11» |                    |                        |                    |                        |
| 11 | 10 августа 2005    | ISBN 978-4-04-925010-7 | 13 сентября 2006   | ISBN 978-1-59816-810-5 |
| - «Сцена 3, Акт 12» - «Сцена 3, Акт 13» - «Сцена 3, Акт 14» - «Сцена 3, Акт 15» - «Сцена 3, Акт 16» - «Сцена 3, Акт 17» - «Новелла 1» - «Новелла 2» - «Новелла 3» |                    |                        |                    |                        |
| 12 | 17 июня 2008       | ISBN 978-4-04-925060-2 | 1 августа 2009     | ISBN 978-1-42781-593-4 |
| - «Сцена 3, Акт 18» - «Сцена 3, Акт 19» |                    |                        |                    |                        |
| 13 | 17 октября 2008    | ISBN 978-4-04-925063-3 | 8 декабря 2009     | ISBN 978-1-4278-1626-9 |
| - «Сцена 3, Акт 20» - «Сцена 3, Акт 21» - «Сцена 3, Акт 22» - «Сцена 3, Акт 23» |                    |                        |                    |                        |
| 14 | September 24, 2010 | ISBN 978-4-04-925074-9 | TBA                |                        |
| - «Аргентинское специальные» - «Сцена 4, Акт 1» - «Сцена 4, Акт 2» - «Сцена 4, Акт 3» - «Сцена 4, Акт 4» - «Сцена 4, Акт 5» - «Сцена 4, Акт 6» |                    |                        |                    |                        |
| 15 | 24 января 2011     | ISBN 978-4-04-925076-3 | TBA                |                        |
| - «Сцена 4, Акт 7» - «Сцена 4, Акт 8» - «Сцена 4, Акт 9» - «Сцена 4, Акт 10» - «Сцена 4, Акт 11» - «Сцена 4, Акт 12» |                    |                        |                    |                        |

### Аниме
Манга D.N.Angel была адаптирована режиссёрами Кодзи Ёсикава и Нобуёси Хабара в 26-серийное аниме производства студий Dentsu и Xebec, которое транслировалось в Японии на TV Tokyo c 3 апреля по 25 сентября 2003 года.
Аниме впервые было лицензировано для релиза в Северной Америке и Великобритании компанией ADV Films. Также оно было лицензировано в Австралии и Новой Зеландии компанией Madman Entertainment.
В аниме присутствуют пять музыкальных композиций, к которым относятся «White Night -True Light-» (яп. 白夜 〜True Light〜 Byakuya -True Light-) (исполнитель — Сюнъити Миямото; открывающая композиция первых 24-х серий), «Gentle Afternoon» (яп. やさしい午後 Yasashii Gogo) (исполнитель — Minawo, закрывающая композиция первых двенадцати серий), «The Day It Begins» (яп. はじまりの日 Hajimari no Hi) (исполнитель — Minawo). В 24 серии звучит песня «Caged Bird» (исполняет Сюнъити Миямото), а в последней серии звучит песня исполнителя Миямото «Guidepost» (яп. 道標 Michishirube).
Приведённая ниже таблица показывает, где и когда были показаны все 26 серий аниме:
| Страна    | Сеть                | Начало показа   | Конец показа     |
| --------- | ------------------- | --------------- | ---------------- |
| Япония    | TV Tokyo            | 3 апреля 2003   | 25 сентября 2003 |
| Сингапур  | Channel U Broadcast | 30 октября 2005 | 30 апреля 2006   |
| Филиппины | QTV Channel 11      | 8 мая 2006      | 12 июня 2006     |
| Филиппины | TV5                 | 21 января 2006  | 25 февраля 2006  |

#### Список серий
| Номер | Название серии                                                            | Дата трансляции  |
| ----- | ------------------------------------------------------------------------- | ---------------- |
| 1     | Дарк возвращается «Фуккацу но Дааку» (復活のダーク)                       | 3 апреля 2003    |
| 2     | Возрождённые чувства «Ёмигаэру Омой» (よみがえる思い)                     | 10 апреля 2003   |
| 3     | Шёпот единорога «Юнисо-н но Сасаяки» (ユニコーンのささやき)               | 17 апреля 2003   |
| 4     | Между светом и тьмой «Хикари то Ями но Хадзама ни...» (光と闇の間に...)   | 24 апреля 2003   |
| 5     | Двойное наказание «Дабуру Куккингу» (ダブルクッキング)                    | 1 мая 2003       |
| 6     | Белые воспоминания «Сэнто Ховайто Мэмориису» (セント ホワイト メモリース) | 8 мая 2003       |
| 7     | Адонис в Саду Клятв «Тикай но Нива но Адонису» (誓いの庭のアドニス)       | 15 мая 2003      |
| 8     | Письмо для Мэно «Мэно но Ёкуку Jё» (瑪瑙の予告状)                         | 22 мая 2003      |
| 9     | Маленький роман «Тиисана Кой» (小さな恋)                                  | 29 мая 2003      |
| 10    | Портрет музыканта «Ару Онгакука но Сёдзо» (ある音楽家の肖像)              | 5 июня 2003      |
| 11    | Храм Нептуна «Нэпутюн но Синдэн» (海神の神殿)                             | 12 июня 2003     |
| 12    | Рутил «Ритиру то Томони» (リチルとともに...)                              | 19 июня 2003     |
| 13    | Вечный спутник «Това но Сирубэ» (永遠の標)                                | 26 июня 2003     |
| 14    | Новый соперник «Аратанару Райбару» (新たなるライバル)                     | 3 июля 2003      |
| 15    | Скандал и барбекю «Баабэкю Паникку» (バーベキューパニック)                | 10 июля 2003     |
| 16    | Я нашёл её! «Мицукэтаё» (見つけたよ)                                      | 17 июля 2003     |
| 17    | Лето без Дарка! «Дааку но Инай Нацу» (ダークのいない夏)                   | 24 июля 2003     |
| 18    | Падающие звёзды «Хоси Фуру Ёру но Футари» (星降る夜の二人)                | 31 июля 2003     |
| 19    | Прекрасная героиня «Сутэки на Хиройн» (すてきなヒロイン)                  | 7 августа 2003   |
| 20    | Я хотела тебя видеть «Айтакутэ» (逢いたくて)                              | 14 августа 2003  |
| 21    | Ледяной зов «Итэцуйта Ёбикоэ» (凍てついた呼び声)                          | 21 августа 2003  |
| 22    | Лёд и снег «Айсу Андо Суно» (アイス アンド スノウ)                        | 28 августа 2003  |
| 23    | Минутная стрелка «Токи но Бёсин» (時の秒針)                               | 4 сентября 2003  |
| 24    | В сердце падает снег «Кокоро ни Юки га Фуру» (心に雪が降る)               | 11 сентября 2003 |
| 25    | Чёрные Крылья «Коку Ёку» (黒翼)                                           | 18 сентября 2003 |
| 26    | Вечный Дарк «Эйэн но Дааку» (永遠のダーク)                                | 25 сентября 2003 |

## Прочее

### Новеллизация
В Японии в период с сентября 2000 года по сентябрь 2001 года были выпущены три романа: Ningyo no Namida (яп. 人魚の涙), Yuki no Jyoou (яп. 雪の女王) и Garasu no Kutsuri (яп. 硝子の靴).

### Видеоигры
Видеоигра для PlayStation 2 под названием D.N.Angel: Kurenai no Tsubasa была создана компанией Takara. Игра была выпущена в Японии 25 сентября 2003 года, она основывалась на аниме-адаптации. Однако сюжетная линия игры всё же была ближе к манге, чем к аниме, так как здесь упоминались события, не имевшие места в аниме.